# Zápas ve volném stylu na Letních olympijských hrách 2016 – seznam účastníků
Seznam účastníků LOH v Rio de Janeiro v zápasu ve volném stylu vykrystalizoval z olympijské kvalifikace konané v období od září 2015 do konce května 2016 formou kvalifikačních turnajů. 

## Seznam kvalifikačních turnajů
| fáze   | datum                  | název kvalifikačního turnaje               | místo     | počet kvót | počet kvót |
| fáze   | datum                  | název kvalifikačního turnaje               | místo     | muži       | ženy       |
| ------ | ---------------------- | ------------------------------------------ | --------- | ---------- | ---------- |
| 1.     | 9. až 12. září 2015    | Mistrovství světa v zápasu ve volném stylu | Las Vegas | 36         | 36         |
| 2.     | 4. až 5. března 2016   | Americká olympijská kvalifikace            | Frisco    | 12         | 12         |
| 2.     | 18. až 20. března 2016 | Asijská olympijská kvalifikace             | Astana    | 12         | 12 + 1     |
| 2.     | 2. až 3. dubna 2016    | Africká a Oceánská olympijská kvalifikace  | Alžír     | 12         | 12         |
| 2.     | 15. až 17. dubna 2016  | Evropská olympijská kvalifikace            | Zrenjanin | 12 + 3     | 12 + 1     |
| 3.     | 23. až 24. dubna 2016  | Světová olympijská kvalifikace č. 1        | Ulanbátar | 18         | 12         |
| 4.     | 7. až 8. května 2016   | Světová olympijská kvalifikace č. 2        | Istanbul  | 12         | 12         |
| celkem | celkem                 | celkem                                     | celkem    | 117        | 110        |

## Kontinentální kvóty mužů

### Evropa
| země   | bantamová váha                      | lehká váha                  | velterová váha       | střední váha                           | těžká váha                            | supertěžká váha                 | celkem              |
| ------ | ----------------------------------- | --------------------------- | -------------------- | -------------------------------------- | ------------------------------------- | ------------------------------- | ------------------- |
| AZE    | Mirdžalal HasanzadeS1 Hadži AlijevN | Togrul AsgarovMS            | Džabrajil HasanovKK  | Magomedgadži ChatijevMS Šarif ŠarifovN | Chetag GozjumovMS                     | Džamaladdin MagomedovMS         | 6                   |
| GEO    | Vladimer ChinčegašviliMS            | Zurab IjakobišviliS1p       | Ijakob MakarašviliKK | Sandro AminašviliMS                    | Elizbar OdykadzeMS                    | Geno PetrijašviliMS             | 6                   |
| GEO    | Vladimer ChinčegašviliMS            | Zurab IjakobišviliKKd       | Ijakob MakarašviliKK | Sandro AminašviliMS                    | Elizbar OdykadzeMS                    | Geno PetrijašviliMS             | 6                   |
| RUS    | Viktor LebeděvMS,DQr                | Soslan RamonovMS            | Anvar GedujevMS      | Abdulrašid SadulajevMS                 | Abdusalam GadisovMS Anzor BoltukajevN | Biljal MachovMS                 | 6                   |
| TUR    | Süleyman AtlıS2                     | Yakup GörS1 Mustafa KayaN   | Soner DemirtaşS1     | Selim YaşarMS                          | İbrahim BölükbaşıKK                   | Taha AkgülMS                    | 6                   |
| BUL    | Vladimir DubovKK                    | Borislav NovačkovS2p        | Georgi IvanovS1      | Michail GanevMS                        | —                                     | Ljuben IlievKKd Dimitar KumčevN | 5                   |
| BUL    | Vladimir DubovKK                    | Borislav NovačkovS1d        | Georgi IvanovS1      | Michail GanevMS                        | —                                     | Ljuben IlievKKd Dimitar KumčevN | 5                   |
| ARM    | Garnik MnacakanjanKK                | Davit SafarjanKKd           | —                    | —                                      | Giorgi KetojevS1                      | Levan BerijanidzeMS             | 4                   |
| POL    | —                                   | Magomedmurad GadžijevKK,DQm | —                    | Zbigniew BaranowskiS1                  | Radosław BaranKK                      | Robert BaranS1                  | 4                   |
| BLR    | Asadulla LačinovMSd                 | —                           | —                    | Omargadži MagomedovKK                  | —                                     | Jusup DžalilovKK,DQm            | 3                   |
| BLR    | Asadulla LačinovMSd                 | —                           | —                    | Omargadži MagomedovKK                  | —                                     | Ibragim SajidovS2               | 3                   |
| UKR    | —                                   | Andrij KvijatkovskýKK,DQm   | —                    | —                                      | Pavlo OlijnykMS Valerij AndrijcevN    | Alan ZasejevKK,DQm              | 3                   |
| UKR    | —                                   | Andrij KvijatkovskýKK,DQm   | —                    | —                                      | Pavlo OlijnykMS Valerij AndrijcevN    | Oleksandr ChocijanivskýS2       | 3                   |
| HUN    | —                                   | —                           | —                    | István VerébKK                         | —                                     | Dániel LigetiS1p                | 2                   |
| HUN    | —                                   | —                           | —                    | István VerébKK                         | —                                     | Dániel LigetiKKd                | 2                   |
| MDA    | —                                   | —                           | Evgheni NedealcoS1   | —                                      | Nicolae CebanS1                       | —                               | 2                   |
| ROU    | Ivan GuideaS1                       | —                           | —                    | —                                      | Albert SaritovS2                      | —                               | 2                   |
| FRA    | —                                   | —                           | Zelimchan ChadijevMS | —                                      | —                                     | —                               | 1                   |
| ITA    | —                                   | Frank ChamizoMS             | —                    | —                                      | —                                     | —                               | 1                   |
| ESP    | —                                   | —                           | Tajmuraz FrijevS2    | —                                      | —                                     | —                               | 1                   |
| celkem | 8 kvót                              | 9 kvót                      | 8 kvót               | 8 kvót                                 | 9 kvót                                | 10 kvót                         | 52 kvót pro 15 zemí |

pozn. Dopingový skandál čtyř volnostylařů (Magomedmurad Gadžijev, Andrij Kvijatkovský, Jusup Džalilov, Alan Zasejev) značně zkomplikoval průběh a výsledky olympijské kvalifikace.

### Asie
| země   | bantamová váha                  | lehká váha                      | velterová váha                  | střední váha        | těžká váha                  | supertěžká váha            | celkem              |
| ------ | ------------------------------- | ------------------------------- | ------------------------------- | ------------------- | --------------------------- | -------------------------- | ------------------- |
| IRI    | Hasan RahímíMS                  | Ahmad MohamedíMS Mejsam NásiríN | Alírezá QásemíMS Hasan JazdáníN | Alírezá KarimíMS    | Abbás TáhanMS Rezá JazdáníN | Kómejl QásemíKK            | 6                   |
| MGL    | Erdenebatyn BechbajarMS         | Ganzorigín MandachnaranMS       | Pürevdžavyn ÖnörbatMS           | Orgodolyn ÜjtümenKK | Dordžchandyn KhüderbulgaS2  | Džargalsajchany ČulúnbatMS | 6                   |
| KAZ    | Artas SanaaMS Nurislam SanajevN | —                               | Galymzhan UsserbayevKK          | Aslan KachidzeKK    | Mamed IbragimovKK           | Daulet ShabanbayKK         | 5                   |
| UZB    | Abbos RakhmonovS2               | Ikhtiyor NavruzovMS             | Bekzod AbdurahmonovS2           | —                   | Magomed IbragimovS1         | —                          | 4                   |
| CHN    | —                               | Jie'erlanpiekche KatchajKK      | —                               | Pi Šeng-fengS2      | —                           | Teng Č'-wejS1              | 3                   |
| IND    | Sandeep TomarS1                 | Yogeshwar DuttKK                | Narasingh YadavMS               | —                   | —                           | —                          | 3                   |
| JPN    | Rei HigučiKK                    | —                               | Sósuke TakataniKK               | —                   | —                           | —                          | 2                   |
| KOR    | Jun Čun-sikKK                   | —                               | —                               | Kim Kwan-ukS2       | —                           | —                          | 2                   |
| KGZ    | —                               | —                               | —                               | —                   | Magomed MusajevKK           | Aiaal LazarevS1d           | 2                   |
| BRN    | —                               | Adam BatyrovS1                  | —                               | —                   | —                           | —                          | 1                   |
| PRK    | Čong Hak-činMS Jang Kjong-ilN   | —                               | —                               | —                   | —                           | —                          | 1                   |
| celkem | 8 kvót                          | 6 kvót                          | 6 kvót                          | 5 kvót              | 5 kvót                      | 5 kvót                     | 35 kvót pro 11 zemí |

### Amerika
| země   | bantamová váha              | lehká váha         | velterová váha     | střední váha     | těžká váha         | supertěžká váha  | celkem             |
| ------ | --------------------------- | ------------------ | ------------------ | ---------------- | ------------------ | ---------------- | ------------------ |
| USA    | Tony RamosKK Daniel DennisN | Frank MolinaroS2d  | Jordan BurroughsMS | J'den CoxS1      | Kyle SnyderMS      | Tervel DlagnevKK | 6                  |
| CUB    | Yowlys BonneKK              | Alejandro ValdésKK | Liván LópezKK      | Reineris SalasKK | Javier CortinaKK   | —                | 5                  |
| CAN    | —                           | Haislan GarcíaS2   | —                  | —                | —                  | Korey JarvisKK   | 2                  |
| PUR    | —                           | Franklin GómezKK   | —                  | Jaime EspinalKK  | —                  | —                | 2                  |
| VEN    | —                           | —                  | —                  | Pedro CeballosS1 | José Daniel DíazKK | —                | 2                  |
| COL    | —                           | —                  | Carlos IzquierdoKK | —                | —                  | —                | 1                  |
| celkem | 2 kvóty                     | 4 kvóty            | 3 kvóty            | 4 kvóty          | 3 kvóty            | 2 kvóty          | 18 kvót pro 6 zemí |

### Afrika a Oceánie
| země   | bantamová váha  | lehká váha       | velterová váha   | střední váha       | těžká váha           | supertěžká váha   | celkem             |
| ------ | --------------- | ---------------- | ---------------- | ------------------ | -------------------- | ----------------- | ------------------ |
| AUS    | —               | Sahit PrizreniKK | Talgat IlyasovKK | —                  | —                    | —                 | 2                  |
| EGY    | —               | —                | —                | Mohamed ZaglulKK   | Aly HamdyKK,DQ       | Diaaeldin KamalKK | 2                  |
| GBS    | —               | —                | Augusto MidanaKK | —                  | Bedopassa BuassatKKd | —                 | 2                  |
| NGR    | —               | Amas DanielKK    | —                | —                  | Soso TamarauKK       | —                 | 2                  |
| TUN    | —               | —                | —                | Mohamed SaadaouiKK | —                    | Salim TrabulsiKK  | 2                  |
| MAR    | Chakir AnsariKK | —                | —                | —                  | —                    | —                 | 1                  |
| SEN    | Adama DiattaKK  | —                | —                | —                  | —                    | —                 | 1                  |
| celkem | 2 kvóty         | 2 kvóty          | 2 kvóty          | 2 kvóty            | 2 kvóty              | 2 kvóty           | 12 kvót pro 7 zemí |

Legenda:
- Škrtnutí volnostylaři nebyli na olympijské hry nominováni nebo nestartovali kvůli zranění, prokázanému dopingu, případně z jiného důvodu.
- Volnostylař s indexem MS vybojoval kvótu pro svoji zemi na mistrovství světa.
- Volnostylař s indexem MSd dostal kvótu pro svoji zemi na mistrovství světa 2015 dodatečně po diskvalifikaci svého přemožitele.
- Volnostylař s indexem KK vybojoval kvótu pro svoji zemi na kontinentální olympijské kvalifikaci.
- Volnostylař s indexem KKd dostal kvótu pro svoji zemi na kontinentální olympijské kvalifikaci dodatečně po diskvalifikaci svého přemožitele.
- Volnostylař s indexem S1 vybojoval kvótu pro svoji zemi na světové olympijské kvalifikaci č.1.
- Volnostylař s indexem S1p vybojoval původně kvótu pro svoji zemi na světové olympijské kvalifikaci č.1, ale po diskvalifikaci svého soupeře z předchozí kvalifikace byl posunut na postupové místo a zároveň tím uvolnil kvótu pro dalšího volnostylaře.
- Volnostylař s indexem S1d dostal kvótu pro svoji zemi na světové olympijské kvalifikaci č.1. dodatečně.
- Volnostylař s indexem S2 vybojoval kvótu pro svoji zemi na světové olympijské kvalifikaci č.2.
- Volnostylař s indexem S2p vybojoval původně kvótu pro svoji zemi na světové olympijské kvalifikaci č.2, ale po diskvalifikaci svého soupeře z předchozí kvalifikace byl posunut na postupové místo a zároveň tím uvolnil kvótu pro dalšího volnostylaře.
- Volnostylař s indexem S2d dostal kvótu pro svoji zemi na světové olympijské kvalifikaci č.2. dodatečně.
- Volnostylař s indexem N byl nominován na olympijské hry na úkor krajana, který kvótu vybojoval.
- Volnostylař s indexem Nz byl nominován, ale nominace byla později zrušena kvůli zranění, dopingovému prohřešku nebo sporu Rusko vs. WADA.
- Volnostylař s indexem DQ byl později diskvalifikován za doping, případně jiný prohřešek, kvóta propadla na dalšího účastníka olympijské kvalifikace.
- Volnostylař s indexem DQm byl diskvalifikován za pozitivní test na meldonium, ale v červenci 2016[1] byl po nových pokynech antidopingové agentury vrácen do výsledkových listin a získal zpět ztracenou kvalifikační kvótu.
- Volnostylař s indexem DQr byl diskvalifikován za dřívější dopingový prohřešek jako reakci na aféru ruského sportu se světovou antidopingovou agentů (WADA). Viktor Lebeděv byl pozitivně testován v roce 2006 po vítězství na juniorském mistrovství světa a své olympijské účasti se vzdal v květnu po ruském mistrovství.[2] 28. července 2016 byla Rusku odebrána kvóta, kterou Lebeděv vybojoval během první fáze olympijské kvalifikace na mistrovství světa v roce 2015.[3] 6. srpna byla Rusku kontinentální kvóta vrácena po odvolání se k Mezinárodní sportovní arbitráži, který uznal námitku, že sportovec nemůže být trestán za stejný prohřešek dvakrát.[4]

## Kontinentální kvóty žen

### Evropa
| země   | bantamová váha                            | pérová váha                              | velterová váha            | střední váha                                | lehká těžká váha          | těžká váha              | celkem              |
| ------ | ----------------------------------------- | ---------------------------------------- | ------------------------- | ------------------------------------------- | ------------------------- | ----------------------- | ------------------- |
| RUS    | Valentina IslamovováMS Milana DadašovováN | —                                        | Valerija KoblovováS2      | Anastasija BratčikovováKK Inna TražukovováN | Natalija VorobjovováMS    | Jekatěrina BukinováS2   | 5                   |
| TUR    | —                                         | Bediha GünováS2                          | Elif Jale YeşilırmakováMS | Hafize ŞahinováS1                           | Buse TosunováKK           | Yasemin AdarováKK       | 5                   |
| UKR    | —                                         | Julija ChavaldžiováS2                    | Oksana HerhelováKK,DQm    | Julija TkačováMS                            | Alina Stadnyk-MachyňováS2 | Alla ČerkasovováKK      | 5                   |
| GER    | —                                         | Nina HemmerováKK                         | Luisa NiemeschováS1       | —                                           | Aline FockenováMS         | Maria SelmaierováS2     | 4                   |
| POL    | Iwona MatkowskáS2                         | Katarzyna KrawczykováKK                  | —                         | Monika MichalikováS2                        | Agnieszka WieszczekováKK  | —                       | 4                   |
| SWE    | —                                         | Sofia MattssonováMS                      | Johanna MattssonováMS     | Henna JohanssonováS2                        | Jenny FranssonováMS       | —                       | 4                   |
| AZE    | Marija StadnykováMS                       | Anžela DoroganováMS Natalija SynyšynováN | Julija RatkevičováMS      | —                                           | —                         | —                       | 3                   |
| BUL    | Elica JankovováKK                         | —                                        | Mimi ChristovováKK        | Tajbe JusejnováMS                           | —                         | —                       | 3                   |
| BLR    | —                                         | —                                        | —                         | Marija MamašukováKK                         | —                         | Vasilisa MarzaljukováMS | 2                   |
| HUN    | —                                         | —                                        | —                         | Marianna SastinováS1                        | —                         | Zsanett NémethováS1     | 2                   |
| EST    | —                                         | —                                        | —                         | —                                           | —                         | Epp MäeováMS            | 1                   |
| FIN    | —                                         | —                                        | Petra OlliováMS           | —                                           | —                         | —                       | 1                   |
| FRA    | —                                         | —                                        | —                         | —                                           | —                         | Cynthia VescanováS1     | 1                   |
| GRE    | —                                         | Maria PrevolarakiováS1                   | —                         | —                                           | —                         | —                       | 1                   |
| ISR    | —                                         | —                                        | —                         | —                                           | Iljana KratyšováS1        | —                       | 1                   |
| LAT    | —                                         | —                                        | —                         | Anastasija GrigorjevováMS                   | —                         | —                       | 1                   |
| MDA    | —                                         | —                                        | Mariana CherdivaraováKKd  | —                                           | —                         | —                       | 1                   |
| NED    | Jessica BlaszkováMS                       | —                                        | —                         | —                                           | —                         | —                       | 1                   |
| NOR    | —                                         | —                                        | —                         | —                                           | Signe Marie StoreováS2    | —                       | 1                   |
| ROU    | Alina VucováKK                            | —                                        | —                         | —                                           | —                         | —                       | 1                   |
| celkem | 6 kvót                                    | 7 kvót                                   | 9 kvót                    | 9 kvót                                      | 8 kvót                    | 8 kvót                  | 47 kvót pro 20 zemí |

### Asie
| země   | bantamová váha         | pérová váha                | velterová váha         | střední váha                | lehká těžká váha       | těžká váha                   | celkem             |
| ------ | ---------------------- | -------------------------- | ---------------------- | --------------------------- | ---------------------- | ---------------------------- | ------------------ |
| JPN    | Eri TósakaováMS        | Saori JošidaováMS          | Kaori IčóováMS         | Risako KawaiováMS           | Sara DošóováMS         | Rio WatariováKK              | 6                  |
| CHN    | Li ChuejMS Sun Ja-nanN | Čung Süe-čchunMS           | —                      | Wang Siao-čchienKK Sü ŽuejN | Čou FengMS             | Čou ČchienMS Čang Feng-liouN | 5                  |
| KAZ    | Zhuldyz EshimovováKK   | —                          | —                      | Jekatěrina LarionovováKK    | Elmira SyzdykovováKK   | Güzel ManjurovováKK          | 4                  |
| MGL    | —                      | Erdenečimegín SumijáKK,DQm | Pürevdordžín OrchonKK  | Sorondzonboldyn BatcecegMS  | Očirbatyn NasanburmáMS | —                            | 4                  |
| IND    | Vinesh PhogatováS2     | Babita KumariováKKd        | Sakshi MalikováS2      | —                           | —                      | —                            | 3                  |
| PRK    | Kim Hjon-kjongS1       | Čong Mjong-sukMS           | —                      | —                           | —                      | —                            | 2                  |
| VIE    | Vũ Thị HằngKK          | Nguyễn Thị LụaKK           | —                      | —                           | —                      | —                            | 2                  |
| TPE    | —                      | —                          | —                      | —                           | Čen Wen-lingKK         | —                            | 1                  |
| KGZ    | —                      | —                          | Aisuluu TynybekovováKK | —                           | —                      | —                            | 1                  |
| celkem | 6 kvót                 | 6 kvót                     | 4 kvóty                | 4 kvóty                     | 5 kvót                 | 3 kvóty                      | 28 kvót pro 9 zemí |

### Amerika
| země   | bantamová váha                           | pérová váha            | velterová váha          | střední váha                                         | lehká těžká váha    | těžká váha          | celkem             |
| ------ | ---------------------------------------- | ---------------------- | ----------------------- | ---------------------------------------------------- | ------------------- | ------------------- | ------------------ |
| CAN    | Geneviève MorrisonováMS Jasmine MianováN | Jillian GallaysováKK   | Michelle FazzariováKK   | Braxton Stone-PapadopoulosováMS Danielle LappageováN | Dorothy YeatsováKK  | Erica WiebeováKK    | 6                  |
| BRA    | —                                        | —                      | Joice SilvaováKK        | Laís NunesováKK                                      | Gilda OliveiraováKK | Aline FerreiraováMS | 4                  |
| USA    | Haley AugellováS1                        | Helen MaroulisováS1    | —                       | Erin ClodgováKK Jelena PirožkovováN                  | —                   | Adeline GrayováMS   | 4                  |
| COL    | Carolina CastillováKK                    | —                      | Jackeline RenteríaováMS | —                                                    | —                   | Andrea OlayaováMS   | 3                  |
| VEN    | —                                        | Betzabeth ArgüellováKK | —                       | —                                                    | María AcostaováS1   | Jaramit WefferováKK | 3                  |
| ECU    | —                                        | —                      | Lissette AntesováS1     | —                                                    | —                   | —                   | 1                  |
| ARG    | Patricia BermúdezováKK                   | —                      | —                       | —                                                    | —                   | —                   | 1                  |
| celkem | 4 kvóty                                  | 3 kvóty                | 4 kvóty                 | 3 kvóty                                              | 3 kvóty             | 5 kvót              | 22 kvót pro 7 zemí |

### Afrika a Oceánie
| země   | bantamová váha     | pérová váha             | velterová váha      | střední váha            | lehká těžká váha   | těžká váha         | celkem             |
| ------ | ------------------ | ----------------------- | ------------------- | ----------------------- | ------------------ | ------------------ | ------------------ |
| NGR    | Mercy GenesisováKK | Odunayo AdekuoroyeováMS | Aminat AdeniyiováKK | Blessing OborududuováKK | Hannah RuebenováKK | —                  | 5                  |
| CMR    | Rebecca MuambováKK | Joseph EssombeováKK     | —                   | —                       | —                  | Annabelle AliováKK | 3                  |
| EGY    | —                  | —                       | —                   | —                       | Enas MostafaováKK  | Samar AmerováKK    | 2                  |
| TUN    | —                  | —                       | Marwa AmriováKK     | Hela RiabiováKK         | —                  | —                  | 2                  |
| SEN    | —                  | Isabelle SambouováKK    | —                   | —                       | —                  | —                  | 1                  |
| celkem | 2 kvóty            | 3 kvóty                 | 2 kvóty             | 2 kvóty                 | 2 kvóty            | 2 kvóty            | 13 kvót pro 5 zemí |

Legenda:
- Škrtnuté volnostylařky nebyly na olympijské hry nominovány nebo nestartovaly kvůli zranění, prokázanému dopingu, případně z jiného důvodu.
- Volnostylařka s indexem MS vybojovala kvótu pro svoji zemi na mistrovství světa.
- Volnostylařka s indexem KK vybojovala kvótu pro svoji zemi na kontinentální olympijské kvalifikaci.
- Volnostylařka s indexem KKd dostala kvótu pro svoji zemi na kontinentální olympijské kvalifikaci dodatečně po diskvalifikaci své přemožitelky.
- Volnostylařka s indexem S1 vybojovala kvótu pro svoji zemi na světové olympijské kvalifikaci č.1.
- Volnostylařka s indexem S2 vybojovala kvótu pro svoji zemi na světové olympijské kvalifikaci č.2.
- Volnostylařka s indexem N byla nominována na olympijské hry na úkor krajanky, který kvótu vybojovala.
- Volnostylařka s indexem DQm byla diskvalifikována za pozitivní test na meldonium, ale v červenci 2016[1] byla po nových pokynech antidopingové agentury vrácena do výsledkových listin a získala zpět ztracenou kvalifikační kvótu.

## Pořadatelská země
Brazílie je zemí kde se volnému stylu na vrcholové úrovni věnuje jen málo zápasníků. Od roku 1896 startovalo na olympijských hrách v řecko-římském a volném stylu pouze 7 zápasníků z Brazílie.
Brazilští volnostylaři/ky se museli účastnit olympijské kvalifikace. Tripartitní komise držela pořadatelské zemi 4 kvóty pro řecko-římský a volný styl pokud by se žádný z brazilských zápasníků nekvalifikoval. 

## Pozvaní sportovci
Jednotlivé národní olympijské výbory měly k dispozici 4 pozvánky (kvóty) v řecko-římském a volném stylu pro účast na Olympijských hrách v Riu. Žádost o pozvánku se zasílala Mezinárodnímu olympijskému výboru (MOV) do 15. ledna 2016. O přidělení pozvánek rozhodovala po skončení olympijské kvalifikace Tripartitní komise složená z Mezinárodní zápasnické federace (UWW), Mezinárodního olympijskému výboru (MOV) a olympijských výborů zemí, které vyhověli podmínkám udělení pozvánky – podmínkám vyhovují především malé a rozvojové země.
Pozvánku resp. kvótu obdržely tyto čtyři země:
- Haiti
- Honduras
- Kambodža
- Palau

Každá z výše uvedených zemí nominovala na olympijské hry v Riu volnostylaře/ku viz níže v tabulce.
|      | bantamová váha                      | lehká váha | velterová váha  | střední váha | těžká váha | supertěžká váha  |
| ---- | ----------------------------------- | ---------- | --------------- | ------------ | ---------- | ---------------- |
| muži | —                                   | —          | Asnage Castelly | —            | —          | Florian Temengil |
| ženy | Sotheara Chovová Brenda BaileyováZR | —          | —               | —            | —          | —                |

- Volnostylařka s indexem ZR do soutěže nezasáhla kvůli zranění. Brenda Baileyová z Hondurasu si týden před startem soutěží vážně poranila koleno a ze soutěže odstoupila ještě před losováním.[7]

## Divoká karta
Domácím zápasníkům se nakonec podařilo v olympijské kvalifikaci získat 5 kvót. Tím pádem Tripartitní komise uvolnila 4 kvóty, které držela pro brazilské zápasníky pokud by se žádný z nich nekvalifikoval. 
Kvóty byly v červenci 2016 přerozděleny Mezinárodní zápasnickou federací (UWW) následovně:
- Česko
- Chorvatsko
- Rakousko
- Peru

Chorvatsko a Rakousko nominovalo na olympijské hry v Riu dva klasiky. Česko a Peru nominovalo dvě volnostylařky uvedené níže v tabulce.
|      | bantamová váha | lehká váha | velterová váha | střední váha      | těžká váha | supertěžká váha |
| ---- | -------------- | ---------- | -------------- | ----------------- | ---------- | --------------- |
| muži | —              | —          | —              | —                 | —          | —               |
| ženy | —              | —          | Yanet Soverová | Adéla Hanzlíčková | —          | —               |

## Česká stopa v olympijské kvalifikaci
Volný styl nepatří k historicky úspěšným sportům v Česku. V bývalém Československu se tento styl specializovali kluby na Slovensku a až na výjimky jsou všechny úspěchy v rukou původem slovenských volnostylařů. V Česku vedle tradičně silného řecko-římského zápasu je volný styl brán jako doplňkový styl. Mezi ženami je situace předem nastavená tím, že ženy zápasí výhradně ve volném stylu.
Jediní dva vrcholoví volnostylaři Vratislav Chotaš a Gurgen Baghdasarjan se účastnili pouze první fáze olympijské kvalifikace, mistrovství světa v roce 2015, kde oba skončili v prvním kole. V roce 2016 se na žádném z turnajů olympijské kvalifikace neobjevili a neobjevil se ani žádný jiný český volnostylař.
Mezi ženami mělo Česko dvě reprezentantky Lenku Hockovou a Adélu Hanzlíčkovou. Obě volnostylařky se účastnily všech čtyř fází olympijské kvalifikace. Lenka Hocková startovala v pérové váze do 53 kg s bilancí jednoho vítězství a čtyř porážek ze všech čtyř fází olympijské kvalifikace. Adéla Hazlíčková si vedla ve střední váze do 63 kg podstatně lépe, ale ani ona na zisk kvalifikační kvóty nestačila. První poločas držela krok se soupeřkami, ale ke konci často hrubě chybovala a prohrávala výrazným rozdílem.
V červenci 2016 dostal Český zápasnický svaz/Český olympijský výbor od Mezinárodní zápasnické federace (UWW) divokou kartu (kvótu), kterou využil k nominování Adély Hanzlíčkové na olympijské hry v Riu.